# جاكوب ديلان
جاكوب ديلان (بالإنجليزية: Jakob Dylan)‏ هو مغن مؤلف وكاتب أغاني ومغني وموسيقي أمريكي، ولد في 9 ديسمبر 1969 في نيويورك في الولايات المتحدة.

## وصلات خارجية
- الموقع الرسمي
- جاكوب ديلان على موقع IMDb (الإنجليزية)
- جاكوب ديلان على موقع الموسوعة البريطانية (الإنجليزية)
- جاكوب ديلان على موقع ميوزك برينز (الإنجليزية)
- جاكوب ديلان على موقع رولينغ ستون (الإنجليزية)
- جاكوب ديلان على موقع إن إن دي بي (الإنجليزية)
- جاكوب ديلان على موقع أول ميوزيك (الإنجليزية)
- جاكوب ديلان على موقع ديسكوغز (الإنجليزية)
- جاكوب ديلان على موقع قاعدة بيانات الفيلم (الإنجليزية)